# Интелиджънт Мюзик Проджект
„Интелиджънт Мюзик Проджект“ (оригинално изписване: Intelligent Music Project) е българска група, основана през 2012 г. от българския лекар и бизнесмен Милен Врабевски.
Групата представя България на Евровизия 2022 г. с песента „Intention“, където достига полуфиналите на 10 май, но не успява да се класира на финала.

## История
През 2010 г. от Милен Врабевски основава продуцентската компания „Интелиджънт Мюзик“. Малко след това е създаден международният музикален проект „Intelligent Music Project“. Дебютният албум на групата е издаден през 2012 г. Следват други албуми и турнета. Настоящ вокалист на групата е победителят в Х-фактор България през 2015 г. Славин Славчев. От българска страна в групата участват Стоян Янкулов – Стунджи (барабани), Борислав Мудолов-Косатката (вокали), Бисер Иванов (китара), Димитър Сираков (бас китара), Красимира Иванова (беквокали), Иво Стефанов (клавишни), Самуел Ефтимов (клавишни). За Стунджи това е третото участие на Евровизия, след като той вече е представял България на Евровизия през 2007 и 2013 г.

## Международни успехи

### Участие на Евровизия
През ноември 2021 г. БНТ съобщава, че групата е избрана да представи България на Евровизия 2022 в Торино. Песента „Intention“, с която групата се явява на конкурса, е пусната на 5 декември 2021 г. Групата стига до полуфиналите на 10 май 2022 г., но не успява да се класира на финала.

### Други
Сингли на групата достигат до челни позиции в три гръцки радиа. „Every time“ и „Where I Belong“ заемат първото място в класацията на радиото „Rock Radio 104.7“.

## Членове
Настоящи
- Славин Славчев - вокали
- Борислав Мудолов-Косатката – вокали
- Стоян Янкулов – барабани
- Бисер Иванов – китара
- Димитър Сираков – бас
- Иво Стефанов – клавирни
- Самуил Ефтимов – клавирни

Гостуващи/бивши
- Саймън Филипс (Тото, Протокол) – ударни, перкусии
- Джон Лоутън (Юрая Хийп, Луцифърс френд) – вокали
- Джоузеф Уилямс (Тото) – вокали
- Джон Пейн (Ейша) – вокали, бас китара, клавирни
- Карл Сентънс (Назарет) – вокали
- Боби Рондинели (Рейнбоу, Блек Сабат) – ударни, перкусии, китара
- Тод Зукърман (Стикс) – ударни, перкусии, вокали
- Нейтън Ийст (Тото) – вокал, бас китара, двугрифтова китара, чело
- Тим Пиърс – електрик и акустик китари
- Ричард Гризман (Ривър Хаундс) – вокали
- Рони Ромеро (Рейнбоу, Майкъл Шенкър Груп) – вокали

## Дискография

### Албуми
- 2012 – The Power of Mind[12]
- 2014 – My Kind o' Lovin'[12]
- 2015 – Touching the Divine[12]
- 2018 – Sorcery Inside[12]
- 2020 – Life Motion[12]
- 2021 – The Creation[12]
- 2022 – Unconditioned
- 2024 - Miracles Beyond

### Сингли
- 2020 – „Every Time“
- 2020 – „I Know“
- 2021 – „Listen“
- 2021 – „Sometimes & Yesterdays That Mattered“
- 2021 – „Intention“
- 2021 – „New Hero“
- 2022 – „The Long Ride“
- 2022 – „Spirit“ (Acoustic version)
- 2023 – „Wait for the Night“
- 2024 – „Блестя за теб“
- 2024 – „Shine for You“
- 2024 – „Days Rollin'“
- 2024 – „Miracles Beyond“